# Жіноча збірна Швеції з хокею з м'ячем
Жіноча збірна Швеції з хокею з м'ячем — представляє Швецію на міжнародних змаганнях з хокею з м'ячем серед жінок. Найтитулованіша в світі жіноча збірна в цьому виді спорту.
Команда провела свій перший офіційний міжнародний матч у 1980 році проти Фінляндії. Незважаючи на те, що жінки грали в хокей з м'ячем як у Фінляндії,та і в Швеції та деяких інших країнах з початку 1900-х років, це була перша міждержавна гра в хокей з м'ячем між жіночими командами.

## Історія
У 1946 році Швецію відвідала команда з Гельсінкі, яка зустрілася із командою міста Стокгольм, а в 1948 році вони знову зустрілися в Гельсінкі. Одним з гравців, що брали участь, була Енн Елефалк. Ці матчі іноді неправильно класифікувалися як національні матчі, хоча насправді були так звані "міські матчі".
Швеція зіграла свій перший офіційний жіночий матч в хокей з м'чем в 1980 році проти Фінляндії в Кемі у Фінляндії і виграла з рахунком 14-3. З того часу матчі між збірними відбувались регулярно, Швеція перемагала, але Фінляндія встигла зіграти 3-3 проти Швеції в Гельсінкі в 1985 і 1-1 в Порі 1987. Першим тренером збірної була Енн Елефалк, у 1975-1989.
У 1982 році Швеція вперше зіграла проти Норвегії і перемогла з рахунком 19:0 у Венерсборзі. Однак ігри між Норвегією і Швецією не відбувалася так само часто як з Фінляндією.
У 1990 і 1991 роках Швеція зіграла всього три матчі проти тодішнього Радянського Союзу і виграла тричі.
У 1992 році Швеція вперше зустрілася зі Сполученими Штатами, це відбулося у двох матчах, які обидва виграла Швеція.
Росія, яку Швеція вперше зустріла в 1992 році, в 1993 першою завдала Швеції поразки, вигравши 4:2 у Москві. Росія залишається єдиною командою, якій вдалося перемогти Швецію.
У 1982, 1983 та 1984 роках Північна Швеція та Північна Фінляндія грали один проти одного під час так званих "регіональних матчів" у Карлсборзі, Кемі та Торніо. Північна Фінляндія виграла перші дві зустрічі (1-0, 13-2), перш ніж Північна Швеція в 1984 році зуміла виграти 5-2.

## Швеція на чемніонатах світу
Жіноча збірна Швеції з хокею з м'ячем здобула перемогу в перших шести чемпіонатах світу серед жінок (2004 - 2012). Срібний призер чемпіонату світу 2014 року. Чемпіон турнірів 2016 і 2018 років.
| Турнір         | Місце |
| -------------- | ----- |
| Фінляндія 2004 | 1     |
| США 2006       | 1     |
| Угорщина 2007  | 1     |
| Швеція 2008    | 1     |
| Норвегія 2010  | 1     |
| Росія 2012     | 1     |
| Росія 2014     | 2     |
| США 2016       | 1     |
| Китай 2018     | 1     |

## Інші досягнення
- Переможець Кубка світу (1990, 1991, 1992)

Рінк-бенді
- Чемпіон світу (1994)
- Віце-чемпіон світу (1996, 1998)